# Mundu Mesigit
Mundu Mesigit is een bestuurslaag in het regentschap Cirebon van de provincie West-Java, Indonesië. Mundu Mesigit telt 4131 inwoners (volkstelling 2010).